# Xylaria monstrosa
Xylaria monstrosa är en svampart som beskrevs av A. Pande, Waing., L. Prasad, Y. Vaidya & Vaidya 2001. Xylaria monstrosa ingår i släktet Xylaria och familjen kolkärnsvampar.   Inga underarter finns listade i Catalogue of Life.